# Данієль Баутіста
Данієль Баутіста Роча (ісп. Daniel Bautista Rocha; нар. 4 серпня 1952) — мексиканський легкоатлет, який спеціалізувався в спортивній ходьбі.

## Із життєпису
Олімпійський чемпіон у шосейній спортивній ходьбі на 20 кілометрів (1976). Перший в історії мексиканський легкоатлет, який виборов олімпійське «золото».
Учасник Олімпіади-1980, на якій виступав на двох дистанціях 20 та 50 кілометрів. На дистанції 20 км, йдучи першим, був дискваліфікований за 2 км до фінішу. У ходьбі на 50 км вибув з боротьби, подолавши 30 км.
Переможець двох Кубків світу зі спортивної ходьби на дистанції 20 км у особистому та командному заліках (1977, 1979).
Чемпіон Панамериканських ігор у шосейній спортивній ходьбі на 20 кілометрів (1975, 1979).
Ексрекордсмен світу в спортивній ходьбі на 20000 метрів стадіоном (загалом 2 ратифікованих рекорди).
Ексволодар вищих світових досягнень (загалом чотири) в шосейній спортивній ходьбі на 20 кілометрів.

## Основні міжнародні виступи
| Рік  | Змагання                                        | Місто        | Місце | Дисципліна   | Примітки |
| ---- | ----------------------------------------------- | ------------ | ----- | ------------ | -------- |
| 1975 | Панамериканські ігри                            | Мехіко       | 1     | ходьба 20 км |          |
| 1976 | Олімпійські ігри                                | Монреаль     | 1     | ходьба 20 км |          |
| 1977 | Кубок світу з ходьби                            | Мілтон-Кінз  | 1     | ходьба 20 км |          |
| 1978 | Ігри Центральної Америки та Карибського басейна | Медельїн     | 1     | ходьба 20 км |          |
| 1979 | Панамериканські ігри                            | Сан-Хуан     | 1     | ходьба 20 км |          |
| 1979 | Кубок світу з ходьби                            | Ешборн       | 1     | ходьба 20 км |          |
| 1980 | Олімпійські ігри                                | Москва       | —     | ходьба 20 км | DQ       |
| 1980 | —                                               | ходьба 50 км | DNF   |              |          |